# Мечеть ан-Надирия
Ан-Надирия, также известна как Мечеть на Котрова или Котровская мечеть — салафитская мечеть в Дагестане, систематически подвергавшаяся рейдам силовиков, ныне закрыта. Названа в честь основателя — Надира Хачилаева, расположена в Махачкале на улице Ахмата-Хаджи Кадырова (бывшая улица Котрова).
В 2015 году мечеть была захвачена официальным духовенством и силовиками, затем — закрыта. Закрытие мечети отмечалось Human Rights Watch в докладе о нарушении прав человека на Северном Кавказе.

## История
Основал мечеть Надир Хачилаев, в честь него и было дано название. Хачилаев передал под мечеть один из домов, принадлежавших его семье.
В мечети собирались в основном представители салафитского ислама, из-за чего регулярно после пятничной молитвы полиция забирала несколько десятков человек в отделы. Лекции в мечети в разное время читали Ясин Расулов, Надир абу Халид, Абу Умар Саситлинский и другие.
Мечеть также вспыла в международном инфополе после теракта 2013 года на Бостонском марафоне. Тогда стало известно, что её посещал Тамерлан Царнаев — один из организаторов взрыва, хотя имам мечети Хасан-Хаджи Гасаналиев на вопросы журналистов ответил, что «Никто из наших людей, ни один человек, никогда не был с ним знаком, никто его даже не видел» и что мечеть не причастна к радикализации Тамерлана.
27 мая 2015 года по подозрению в незаконном хранении оружия был задержан заместитель имама этой мечети Курбан Аскандаров. По словам прихожан, оружие ему было подброшено. В ходе следствия и суда Аскандаров признал вину, его осудили на 3 года условно.
20 ноября 2015 года случился рейдерский захват мечети. Первоначально в обеденное время произошли задержания прихожан, арестованы были в том числе корреспонденты «Коммерсанта» Дмитрий Коротаев и Григорий Туманов, которых затем выпустили в РОВД. В силовых ведомствах заявили, что журналистов только «пригласили для беседы», а салафитов задерживают только для идентификации личностей, было задержано около 50 человек. Затем в период аср-намаза вокруг мечети собралась полиция, а внутри её заполнили суфии, в числе которых были мотивированные на конфликт спортсмены, ранее замеченные в захватах других мечетей, неподконтрольных муфтияту. В результате они вытеснили местного имама Хасан-Хаджи. Вечером в мечеть пришёл и выступил заместитель муфтия РД Ахмад-хаджи Кахаев и заявил, что мечеть либо перейдёт под контроль муфтията, либо её закроют. Из мечети выбросили салафитскую литературу.
Было объявлено, что новым имамом будет Дауд-хаджи Тумалаев. Когда прихожан спросили, согласны ли они с новым назначением, собравшиеся суфии единогласно одобрили, единственный салафит, который высказался против, подвергся избиению со стороны толпы. В последующие дни мечеть была заполнена сотнями людей, на этажах стояли люди муфтията и полиции для охраны. 29 ноября имамом назначили имама джума-мечети Мухаммад-Расула Саадуева. 30 ноября он ушёл с должности, мечеть оцепили силовики якобы для поиска взрывного устройства и не пускали прихожан.
Представители муфтията заявили, что резкая смена салафитского имама обусловлена обвинениями властей республики, что в мечети ведётся вербовка в ряды ИГИЛ и распространяется экстремистская литература. Однако зампредседателя Комитета по свободе совести и взаимодействию с религиозными организациями Расул Гаджиев опроверг, что власти к этому причастны и заявил, что ни государство, ни полиция не имеет права закрывать мечети и что никаких данных о противоправный действиях в мечети ни у властей, ни у духовенства не имеется.
Инцидент вызвал резонанс в обществе. Тем временем кавказские члены ИГ выпустили заявление с насмешкой над «умеренными» салафитами, которые пытаются договариваться с противниками мирным путём.
Под охраной силовиков мечеть находилась более года, всё это время она не функционировала, оцепление сняли только в декабре 2016 года, ключи вернули владельцу. По состоянию на 2023 год, мечеть всё ещё не дают открыть.